# Доњи Љубеш
Доњи Љубеш је насеље у Србији у општини Алексинац у Нишавском округу. Према попису из 2022. било је 378 становника (према попису из 1991. било је 731 становника).
Село се налази на левој обали Јужне Мораве, удаљено 15 km од Алексинца. Кроз место пролази магистрална пруга Београд-Ниш. Становништво се углавном бави повртарством (узгајањем паприке).
Село је такође повезано регионалним путевима са Крушевцем, Алексинцем и Нишом. До села је врло лако доћи због бројних железничких и аутобуских линија. Село има сопствени водовод и дигиталну телефонску централу. Тренутно је у процесу инсталирање кабловске телевизије као и асфалтирање свих сеоских улица. У селу постоји осмогодишња Основна школа основана 1875. године. Јужна Морава је атрактивно место за риболовце из Нишавског округа као и многе друге. Богата је белом рибом и сомом. Земљиште је погодно за узгој свих пољопривредних култура. Село је окружено столетним храстовим шумама.
У близини села налазе се остаци ровова из Српско-турског рата 1876. године које је описао и Феликс Каниц, аустријски путописац и историчар. Парохијска црква је Свети Нестор, која датира из 12. века и налази се у суседном селу Витковац.

## Демографија
У насељу Доњи Љубеш живи 503 пунолетна становника, а просечна старост становништва износи 48,2 година (45,8 код мушкараца и 50,9 код жена). У насељу има 203 домаћинства, а просечан број чланова по домаћинству је 2,94.
Ово насеље је скоро у потпуности насељено Србима (према попису из 2002. године), а у последња три пописа, примећен је пад у броју становника.
|  |

| Демографија | Демографија | Демографија |
| Година      | Становника  | Становника  |
| ----------- | ----------- | ----------- |
| 1948.       | 1.027       |             |
| 1953.       | 1.078       |             |
| 1961.       | 1.029       |             |
| 1971.       | 919         |             |
| 1981.       | 786         |             |
| 1991.       | 731         | 666         |
| 2002.       | 597         | 683         |

| Етнички састав према попису из 2002.‍ | Етнички састав према попису из 2002.‍ | Етнички састав према попису из 2002.‍ | Етнички састав према попису из 2002.‍ | Етнички састав према попису из 2002.‍ |
| ------------------------------------ | ------------------------------------ | ------------------------------------ | ------------------------------------ | ------------------------------------ |
|                                      |                                      |                                      |                                      |                                      |
| Срби                                 | Срби                                 |                                      | 581                                  | 97,31%                               |
| Роми                                 | Роми                                 |                                      | 6                                    | 1,00%                                |
| Хрвати                               | Хрвати                               |                                      | 1                                    | 0,16%                                |
| Бугари                               | Бугари                               |                                      | 1                                    | 0,16%                                |
| непознато                            | непознато                            |                                      | 5                                    | 0,83%                                |

| Година пописа     | 1948. | 1953. | 1961. | 1971. | 1981. | 1991. | 2002. |
| ----------------- | ----- | ----- | ----- | ----- | ----- | ----- | ----- |
| Број домаћинстава | 233   | 244   | 261   | 258   | 239   | 218   | 203   |

| Број чланова      | 1  | 2  | 3  | 4  | 5  | 6  | 7 | 8 | 9 | 10 и више | Просек |
| ----------------- | -- | -- | -- | -- | -- | -- | - | - | - | --------- | ------ |
| Број домаћинстава | 45 | 56 | 36 | 26 | 23 | 10 | 5 | 0 | 2 | 0         | 2,94   |

| Пол    | Укупно | Неожењен/Неудата | Ожењен/Удата | Удовац/Удовица | Разведен/Разведена | Непознато |
| ------ | ------ | ---------------- | ------------ | -------------- | ------------------ | --------- |
| Мушки  | 269    | 58               | 169          | 32             | 9                  | 1         |
| Женски | 251    | 17               | 169          | 58             | 7                  | 0         |
| УКУПНО | 520    | 75               | 338          | 90             | 16                 | 1         |

| Пол    | Укупно                    | Пољопривреда, лов и шумарство | Рибарство                            | Вађење руде и камена | Прерађивачка индустрија       |
| ------ | ------------------------- | ----------------------------- | ------------------------------------ | -------------------- | ----------------------------- |
| Мушки  | 138                       | 85                            | 1                                    | 0                    | 7                             |
| Женски | 78                        | 69                            | 0                                    | 0                    | 3                             |
| УКУПНО | 216                       | 154                           | 1                                    | 0                    | 10                            |
| Пол    | Производња и снабдевање   | Грађевинарство                | Трговина                             | Хотели и ресторани   | Саобраћај, складиштење и везе |
| Мушки  | 0                         | 11                            | 12                                   | 0                    | 15                            |
| Женски | 0                         | 0                             | 1                                    | 1                    | 0                             |
| УКУПНО | 0                         | 11                            | 13                                   | 1                    | 15                            |
| Пол    | Финансијско посредовање   | Некретнине                    | Државна управа и одбрана             | Образовање           | Здравствени и социјални рад   |
| Мушки  | 0                         | 0                             | 2                                    | 2                    | 0                             |
| Женски | 0                         | 1                             | 1                                    | 0                    | 0                             |
| УКУПНО | 0                         | 1                             | 3                                    | 2                    | 0                             |
| Пол    | Остале услужне активности | Приватна домаћинства          | Екстериторијалне организације и тела | Непознато            | Непознато                     |
| Мушки  | 1                         | 0                             | 0                                    | 2                    | 2                             |
| Женски | 1                         | 0                             | 0                                    | 1                    | 1                             |
| УКУПНО | 2                         | 0                             | 0                                    | 3                    | 3                             |

## Познати Доњољубешани
Познати људи родом из Доњег Љубеша:
- др Станоје Павловић, професор медицинског факултета у Нишу;
- др Раде Живић, професор медицинског факултета у Нишу;
- генерал Живорад Костић „Моравац“.